# Wait Listing Service
Un wait-listing service (en français, service de liste d'attente) est un service fourni par un bureau d'enregistrement qui offre la possibilité à un client de se placer une liste d'attente pour un nom de domaine de deuxième niveau déjà enregistré. 
L'adhésion à un tel service permet au client en liste d'attente d'augmenter ses chances d'obtenir un nom de domaine si le propriétaire actuel du nom devait annuler son enregistrement.
Une telle option n'est pas une garantie que le client pourra enregistrer le nom de domaine. Le client pourra le faire seulement si le nom de domaine devient disponible. Si le titulaire du nom continue de renouveler l'enregistrement du nom, le client en liste d'attente n'obtiendra jamais le nom de domaine au moyen de cette procédure.
Les bureaux d'enregistrement de noms de domaine fournissent ce service en interrogeant continuellement le registre de noms de domaine pour voir si un nom de domaine est devenu disponible. Lorsque le nom de domaine devient disponible, le bureau d'enregistrement tente d'enregistrer rapidement le domaine auprès du client en liste d'attente. La conséquence de ce processus est que, si plusieurs bureaux d'enregistrement sont en concurrence pour le domaine, l'allocation du nom de domaine sera faite aléatoirement parmi tous les prétendants en fonction du moment où les bureaux d'enregistrement vérifieront le statut du nom convoité.
En 2003, l'offre d'un tel service par les gestionnaires des registres de noms de domaine accrédités par l'ICANN a déclenché l'ire des bureaux d'enregistrement, car les gestionnaires des registres de noms de domaine ont accès à l'information sur la disponibilité des noms de domaine avant les bureaux d'enregistrement. Si les gestionnaires des registres de noms de domaine avaient pu offrir le service, aucun client n'aurait voulu acheter le service d'un bureau d'enregistrement.